# Polymixis nivescens
Polymixis nivescens là một loài bướm đêm trong họ Noctuidae.